# Kosova Hora (stacja kolejowa)
Kosova Hora – stacja kolejowa w miejscowości Kosova Hora, w kraju środkowoczeskim, w Czechach. Znajduje się na linii 223 Olbramovice – Sedlčany, na wysokości 400 m n.p.m..  

## Linie kolejowe
- 223: Olbramovice – Sedlčany